# Blattodea
Blattodea vormen een orde van sociale insecten, waartoe de kakkerlakken en termieten worden gerekend. In het verleden werden termieten ingedeeld als een aparte orde (Isoptera), maar aan de hand van genetische gegevens blijken ze onderdeel te zijn van de kakkerlakken-clade. Termieten worden tegenwoordig beschouwd als een sterk gespecialiseerde familie van sociaal levende kakkerlakken. De kakkerlakken zonder de termieten vormen een parafyletische groep, ook wel aangeduid als Blattaria.
Kakkerlakken zijn afgeplatte, vaak donkergekleurde insecten met min of meer verharde voorvleugels. Ze hebben lange, draadvormige voelsprieten en een paar korte, gesegmenteerde aanhangsels (cerci) aan het achterlijf. Termieten zijn bleker van kleur, hebben een zachter lichaam en leven in zeer georganiseerde kolonies. Een belangrijke overeenkomst tussen de twee groepen betreft het relatief sociale gedrag: veel vertegenwoordigers van Blattodea leven vaak in grote aantallen in groepen en tolereren elkaar in verschillende stadia.
Er zijn ongeveer 7500 soorten Blattodea beschreven. Enkele honderden soorten kunnen door hun hout etende levenswijze grote schade aanrichten aan gebouwen en voedselgewassen. Deze soorten behoren tot de belangrijkste plaaginsecten. Samen met de bidsprinkhanen vormen Blattodea de superorde Dictyoptera, de kakkerlakachtigen.

## Fylogenie en evolutie
Er bestaat een ruwe consensus over enkele fylogenetische relaties binnen de Blattodea. In de meeste onderzoeken wordt de orde Blattodea verdeeld in drie monofyletische groepen: Blattoidea (met de termieten), Corydioidea en Blaberoidea. De relaties tussen deze drie groepen zijn nog niet geheel opgehelderd. 
Hoe eusocialiteit en de hout-etende levenswijze van sommige soorten in de loop van de evolutie zijn ontstaan, is nog grotendeels onduidelijk. Uit schattingen op basis van moleculaire analyses blijkt dat de meeste groepen in de Blattodea ongeveer 147–66 miljoen jaar oud zijn. De oudste fossielen van kakkerlakken worden geschat op een ouderdom van 120–130 miljoen jaar.